# Plesionika multispinosa
Plesionika multispinosa is een garnalensoort uit de familie van de Pandalidae. De wetenschappelijke naam van de soort is voor het eerst geldig gepubliceerd in 1971 door Zarenkov.